# Mundilfari (astronomia)
Mundilfari, o Saturno XXV, è un satellite naturale di Saturno irregolare che orbita in moto retrogrado attorno al pianeta.

## Scoperta
L'annuncio della scoperta del satellite è stato dato nel dicembre 2000 da una squadra di astronomi dell'Università delle Hawaii guidata da Brett J. Gladman. Al momento della scoperta gli fu assegnata la designazione provvisoria S/2000 S 9.

## Denominazione
Nel 2003 l'Unione Astronomica Internazionale (IAU) gli ha assegnato il nome ufficiale che deriva dal gigante della mitologia nordica, Mundilfœri, padre della dea Sól e del dio Máni.

## Parametri orbitali
Mundilfari ha un diametro di 7 km e orbita attorno a Saturno in 928,806 giorni ad una distanza media di 18,360 milioni di km, con un'inclinazione di 170° rispetto all'eclittica (157° rispetto all'equatore di Saturno), in moto retrogrado, con un'eccentricità di 0,198.

Fa parte del Gruppo Nordico dei satelliti irregolari.

## Caratteristiche fisiche
Con un gradiente spettrale di −5.0%/100 , Mundilfari è il più bluastro tra tutti i satelliti studiati da Grav e Bauer (2007), leggermente più blu di Febe (−2.5%/100 nm) e pressoché altrettanto blu quanto Erriapo (+5.1%/100 nm) è rosso.
Il suo periodo di rotazione di 6,74±0,08 ore lo rende il secondo satellite irregolare più rapido tra tutti quelli studiati dalla missione spaziale Cassini-Huygens, e appare di forma molto allungata.

## Origine
Questo satellite, come Skathi e Thrymr potrebbe essersi formato da detriti provenienti da Febe e scagliati nello spazio da grandi impatti nel passato.